# Laurent Carroué
Laurent Carroué es un geógrafo francés, nacido en 1958, y que se especializó en geografía económica. Es uno de los principales geógrafos de Francia especializados en asuntos relativos a la mundialización y la globalización (este profesional es partidario de diferenciar estos dos términos).
Según él, mundialización básicamente abarca la difusión del capitalismo (la organización dominante) al conjunto del espacio geográfico, mientras que el término globalización específicamente designaría el conjunto de fenómenos que ocurren a escala mundial, y que necesitan o se amparan en una gestión global.
En las diferentes obras donde trata estos asuntos, Laurent Carroué pone en evidencia las realidades geográficas de la mundialización, el fenómeno de la continentalización, la importancia de las proximidades geográficas, y la importancia de la doble lógica de integración-fragmentación que caracteriza a la mundialización.
Carroué es presidente de jurado en historia y geografía económica del ESCP Europe (Escuela Superior de Comercio de Paris). También, este destacado profesional es asesor de alto nivel en lo que concierne a geopolítica, en varias de las escuelas de comercio más prestigiosas de Europa, tales como HEC, ESCP Europe, Emlyon Business School, ESC, etc.

## Trayectoria profesional
- 1984/1988: Travaux de thèse comme allocataire de recherche DGRST du ministère de la recherche dans un laboratoire associé au CNRS à l'Université Paris I-Panthéon-Sorbonne (laboratoires CRIA et STRATES).
- Diciembre 1988: Soutenance d'une thèse de doctorat en géographie sous la direction d'André Fischer sur Les industries informatiques, électriques et électroniques en Île-de-France. Contribution à l'étude d'une industrie de haute technologie dans une métropole centrale, 1 607 p., 4 tomes.
- Julio 1989: Agrégation externe de géographie (6e rang) après avoir été auditeur-libre à l'ENS Fontenay-St Cloud.
- 1989/1990: Agrégé stagiaire au CPR de Créteil.
- Septiembre 1990: maître de conférences au département de géographie de l'Université Paris VIII.
- 1995: Soutenance des travaux d'Habilitation à diriger des recherches (HDR) sous la direction de Jean-Claude Boyer sur Les mutations des systèmes productifs d'Europe occidentale, 3 tomes.
- 1995: Professeur des Universités.

Este destacado y competente profesional ha ocupado u ocupa los cargos que se indican seguidamente.
- Conserje en la Universidad de París VIII.
- Director de investigación en el Instituto de Estudios Europeos.
- Director de investigación en el Instituto Francés de Geopolítica.
- Experto-asesor en el Centro de Estudios y Previsiones ("Centre d'Études et de Prévisions" - CEP) del Ministerio del Interior ("Ministère de l'Intérieur") durante el período 2002-2003.
- Experto-asesor de la Comisión Ciencias Humanas ("Commission Sciences Humaines") del Centro Nacional del Libro ("Centre National du Livre" - CNL) del Ministerio de Cultura ("Ministère de la Culture") durante tres años.
- Experto-asesor del grupo "Mundialización" del Centro de Análisis Estratégico ("Centre d'Analyse Stratégique") / ("Commissariat Général au Plan").
- Director científico adjunto (en el año 2003) junto a Gérard Dorel, y luego Director científico, del Festival Internacional de Geografía (FIG) en Saint-Dié-des-Vosges, en el período 2004-2007.
- Presidente de Jurado de la Agregación Externa de Geografía en los años 2008 y 2009.
- Presidente de Jurado del ("Capes externe d'histoire et géographie") desde el año 2010.

Desde septiembre de 2007, ocupa funciones de inspector general de la Educación Nacional ("inspecteur général de l'éducation nationale - IGEN"), grupo "historia-geografía".